# Jurisprudência dos conceitos
A jurisprudência dos conceitos foi a primeira sub-corrente do positivismo jurídico, segundo a qual a norma escrita deve refletir conceitos, quando de sua interpretação. Seus principais representantes foram Ihering, Savigny e Puchta, considerado por muitos como seu fundador.
Foi, portanto, a precursora da ideia de que o direito provém de fonte dogmática, imposição do homem sobre o homem e não consequência natural de outras ciências ou da fé metafísica.
Entre as principais características da jurisprudência dos conceitos estão: o formalismo, com a busca do direito na lei escrita; a sistematização; a busca de justificação da norma específica com base na mais geral.
Ou seja, segundo esta escola, o direito deveria, prevalentemente, ter base no processo legislativo, embora devesse ser justificado por uma ideia mais abrangente relativa a um sentido social.